# 香林ゆうき
香林 ゆうき（こばやし ゆうき、1975年12月25日 - ）は、少女漫画家。兵庫県神戸市出身。

## 来歴・人物
1995年、第55回S・B賞佳作を受賞した『ガラス越しのHeartache』が「りぼんオリジナル2月号」に連載され、デビュー。読む人を和ませるほのぼのとする作風が特徴。
2001年以降は新作は発表されていない。

## 作品リスト
- ガラス越しのHeartache（『りぼんオリジナル』1995年2月号） - デビュー作。
- ガールズ・ファイト（『りぼんオリジナル』1995年6月号）
- 君はわかってないけど（『りぼんオリジナル』1995年12月号）
- 彼とあの娘と私（『りぼん』1996年2月号）
- 僕たちはこれから（『りぼんオリジナル』1996年4月号）
- 恋愛未満の方程式（『りぼんオリジナル』1996年8月号）
- ふたりのマイセルフ（『りぼん』1996年11月号 - 1997年1月号） - 初連載作。
- 君の住む街へ（『りぼんオリジナル』1997年4月号）
- きみはビター・スウィート（『りぼん』1997年初夏のびっくり大増刊号）
- ウソからはじめよう（『りぼんオリジナル』1997年10月号）
- ないものねだりの天使たち（『りぼんティーンズ増刊号』1998年新春増刊号）
- お日さまの下で会おうね（『りぼんオリジナル』1998年4月号） - ひろいずむ事始第1話。
- ひろいずむ事始（『りぼん』1998年初夏のびっくり大増刊号） - サブタイトルは「そして、ふたりの明日」。
- すぴっく注意報（『りぼん』1999年冬休みおたのしみ増刊号）
- 魔法じかけのアトラス（『りぼん』1999年早春のびっくり大増刊号）
- きみの一番になる（『りぼんオリジナル』1999年6月号）
- そこにアイはあるのか!?（『りぼんオリジナル』1999年12月号）
- 逆転のファンタジア（『りぼん』2000年初夏のびっくり大増刊号）
- ガーデン・ガーデン（『りぼん』2001年冬休みおたのしみ増刊号）
- 天国まで何マイル?（『りぼん』2001年春のびっくり大増刊号）
- 夜と彼女と、僕らの時間（『りぼん』2001年秋のびっくり大増刊号）

## 書誌情報
- 彼とあの娘と私（1996年8月13日初版発行、ISBN 9784088538754）
  - 併録作品「僕たちはこれから」「君はわかってないけど」「ガールズ・ファイト」「ガラス越しのHeartache」
- ふたりのマイセルフ（1997年7月20日初版発行、ISBN 9784088560304）
  - 併録作品「君の住む街へ」「恋愛未満の方程式」
- ひろいずむ事始（1998年10月20日初版発行、ISBN 9784088561073）
  - 併録作品「きみはビター・スウィート」「ウソからはじめよう」
- 魔法じかけのアトラス（2000年5月20日初版発行、ISBN 9784088562087
  - 併録作品「ないものねだりの天使たち」「きみの一番になる」「すぴっく注意報」

### アンソロジー
- りぼん新人まんが家デビュー作集9 ドキドキの法則（1995年10月18日初版発行、ISBN 4088538242）
  - 「ガラス越しのHeartache」収録。